# Demi-Quartier
Demi-Quartier est un ancien lieu-dit de Megève qui est devenu une commune française, située dans le département de la Haute-Savoie en région Auvergne-Rhône-Alpes.

## Géographie

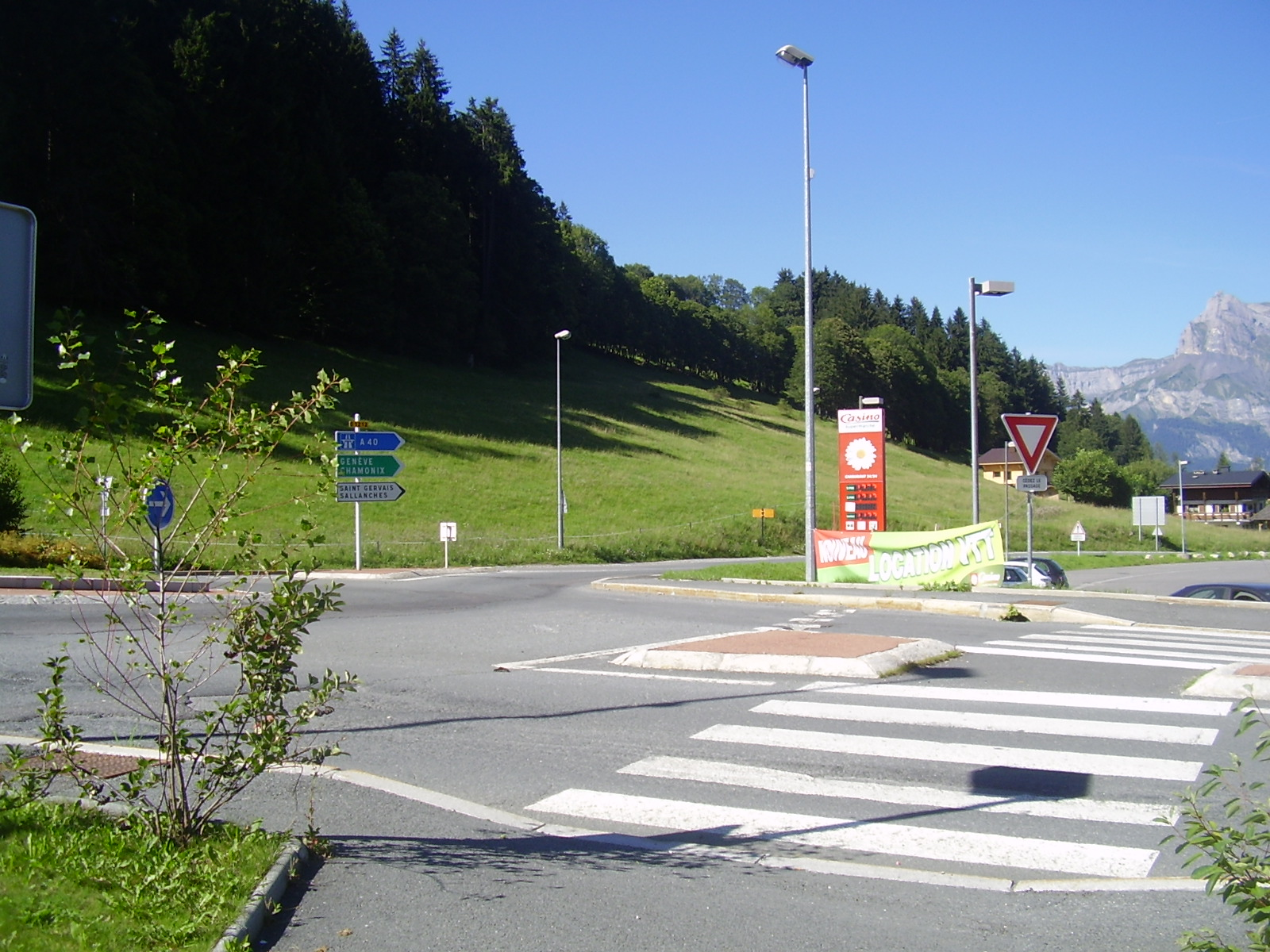
Sortie de Demi-Quartier sur la départementale 1212 en direction de Sallanches.

La ville est traversée par les routes départementales :
- D 1212 (axe Albertville – Megève – Sallanches) ;
- D 909 (axe Annecy – Saint-Gervais-les-Bains).

### Réseau hydrographique
Le torrent d'Arbon prend naissance sur la commune de Demi-Quartier, vers 1 570 m d'altitude, sur le versant Est du Sommet des Salles. « Il recueille les eaux précipitées sur le versant ouest du Mont d'Arbois. Le principal affluent du torrent d’Arbon est le torrent de l’Epine, qui s’écoule intégralement sur le territoire de Combloux. »
Le torrent d’Arbon a pour longueur 9 km. Il traverse les communes de Demi-Quartier, Combloux, Domancy et Passy. Il traverse la D1212 sur le territoire de la commune, entre Combloux et Megève, au lieu-dit « Pont d'Arbon ».
Les eaux pluviales et de ruissellement des espaces urbanisées de la commune ruissellent jusqu'au torrent.
Les pentes au niveau de la commune sont relativement douces, 4 % environ, par rapport aux autres versants.
Le torrent d'Arbon trouve son exutoire sur le territoire de la commune de Passy, dans la Bialle (ou Biallière), un cours d'eau aménagé prenant naissance au Fayet et affluent de l'Arve.

## Urbanisme

### Typologie
Au 1er janvier 2024, Demi-Quartier est catégorisée ceinture urbaine, selon la nouvelle grille communale de densité à sept niveaux définie par l'Insee en 2022.
Elle appartient à l'unité urbaine de Sallanches, une agglomération inter-départementale regroupant douze  communes, dont elle est une commune de la banlieue,,. Par ailleurs la commune fait partie de l'aire d'attraction de Saint-Gervais-les-Bains, dont elle est une commune du pôle principal,. Cette aire, qui regroupe 7 communes, est catégorisée dans les aires de moins de 50 000 habitants,.

### Occupation des sols
L'occupation des sols de la commune, telle qu'elle ressort de la base de données européenne d’occupation biophysique des sols Corine Land Cover (CLC), est marquée par l'importance des forêts et milieux semi-naturels (60,6 % en 2018), en augmentation par rapport à 1990 (57 %). La répartition détaillée en 2018 est la suivante : 
milieux à végétation arbustive et/ou herbacée (31,1 %), forêts (29,5 %), prairies (20,4 %), zones urbanisées (17,3 %), zones agricoles hétérogènes (1,8 %).
L'IGN met par ailleurs à disposition un outil en ligne permettant de comparer l’évolution dans le temps de l’occupation des sols de la commune (ou de territoires à des échelles différentes). Plusieurs époques sont accessibles sous forme de cartes ou photos aériennes : la carte de Cassini (XVIIIe siècle), la carte d'état-major (1820-1866) et la période actuelle (1950 à aujourd'hui).

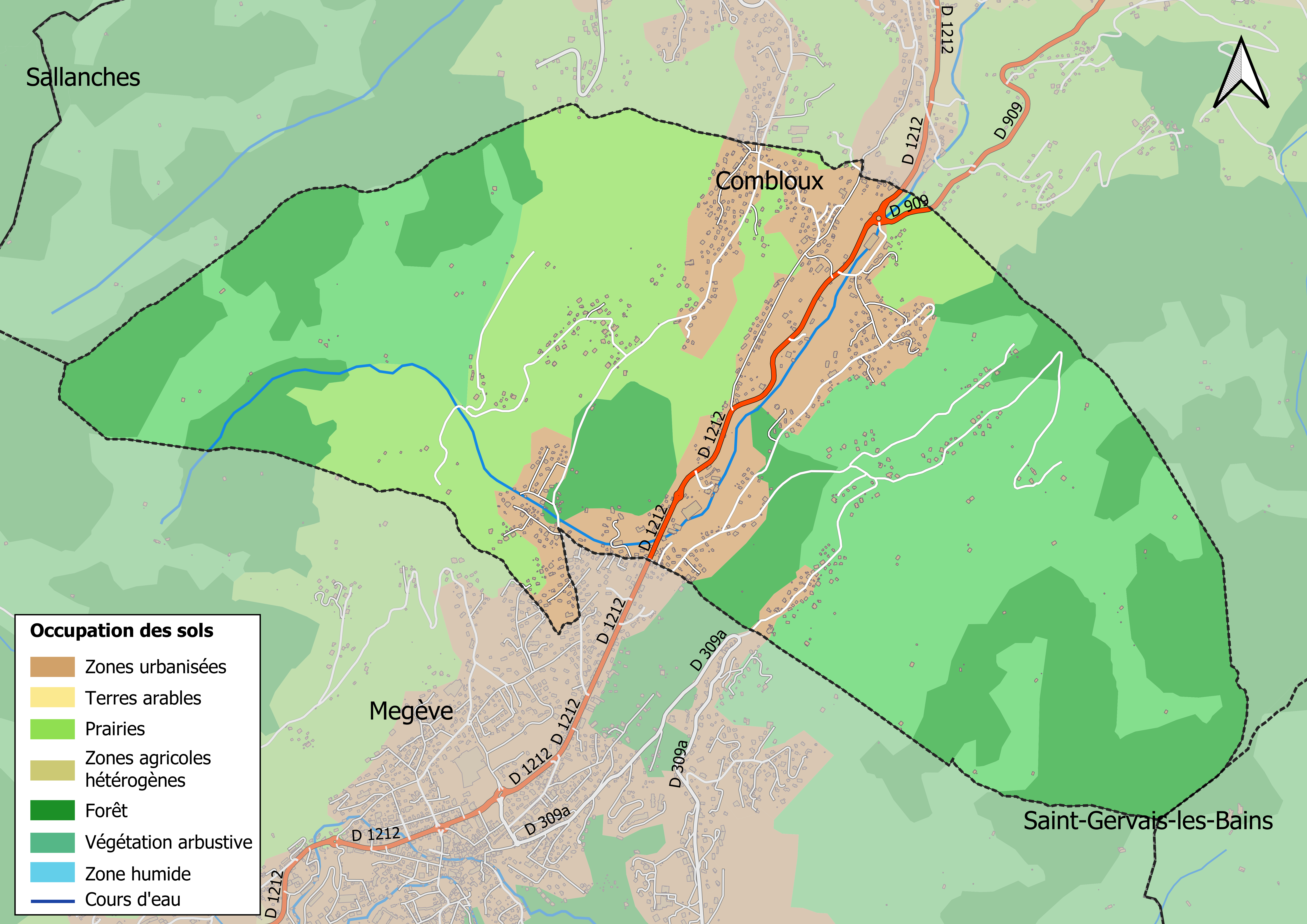
Carte des infrastructures et de l'occupation des sols en 2018 (CLC) de la commune.
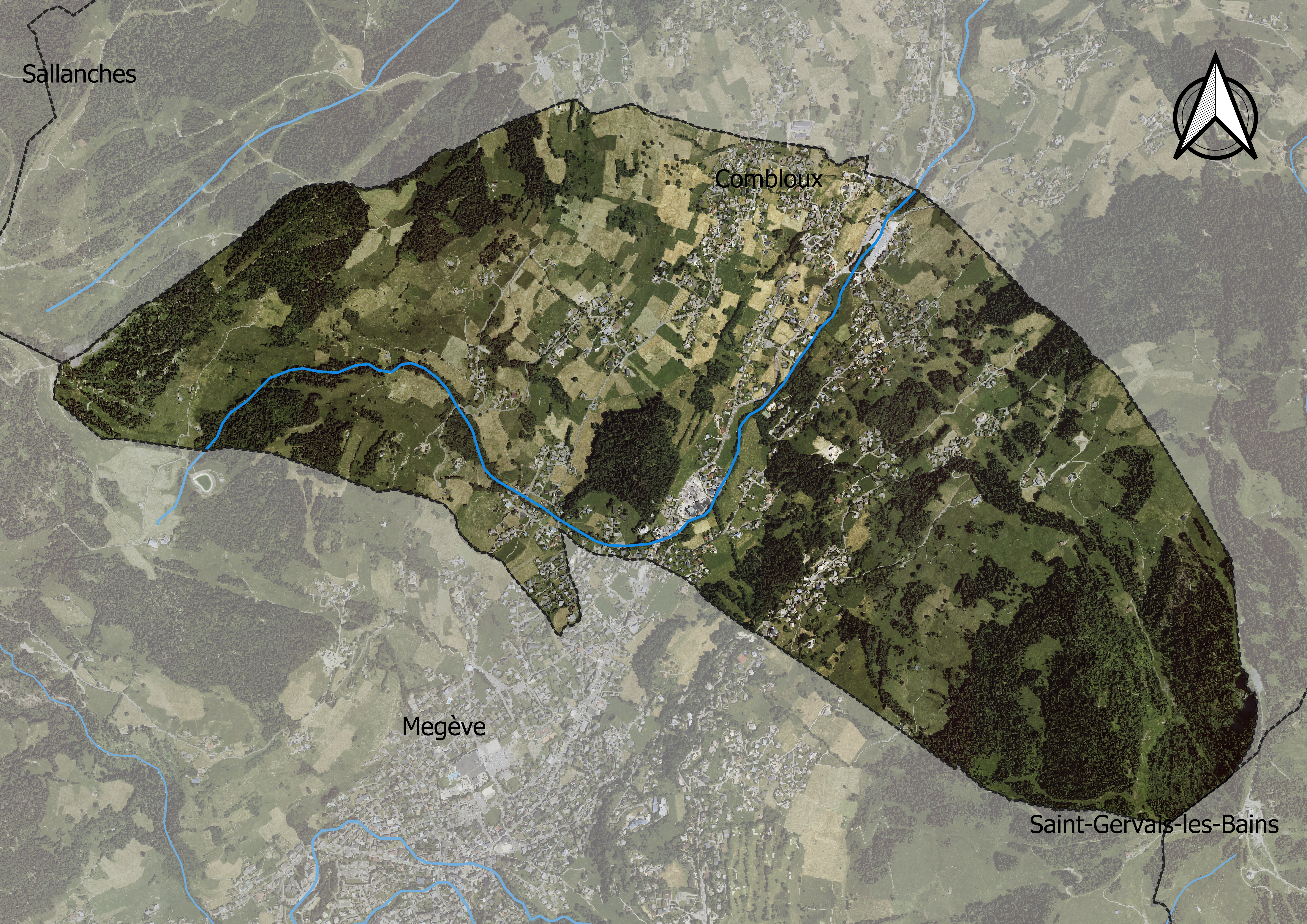
Carte orthophotogrammétrique de la commune.

## Toponymie
Demi-Quartier ou Demi-Quartier de Megève est un ancien village séparé de Megève au XVIIIe siècle. Le quartier (du latin quartus, « quatrième ») désigne un ensemble de maisons situées en dehors du village, il a pour synonyme le hameau.
En francoprovençal, le nom de la commune s'écrit Dèmi-Kartî, selon la graphie de Conflans.
La commune possède un certain nombre de hameaux ou lieux-dits :
- Odier ;
- les Choseaux ;
- le Petit Bois ;
- Pont d'Arbon ;
- Vauvray ;
- Ormaret.

## Histoire
François de Capré (? - 1705), dont la famille serait présente dans la vallée depuis le XIIIe siècle, président de la Chambre des comptes du duché de Savoie, achète les seigneuries de Megève et de Demi-Quartier, le 20 novembre 1699,.

## Politique et administration

### Politique et administration

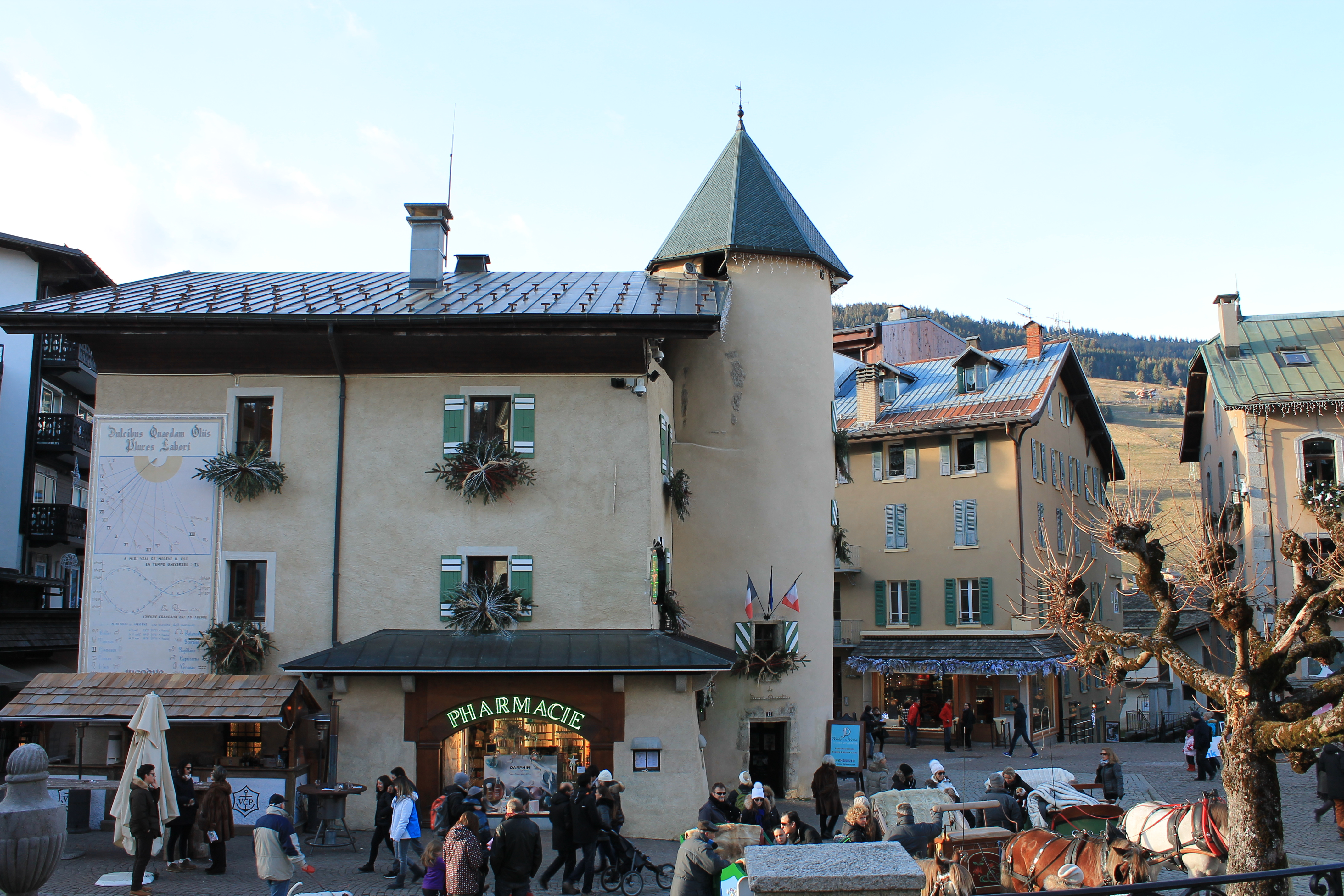
Donjon dit « La Tour de Demi-Quartier », ancienne maison de la famille Capré, situé sur la commune de Megève, et mairie de Demi-Quartier.

Depuis le 18 octobre 2021, la commune possède sa mairie sur son territoire. Jusqu'alors, depuis le XVIIIe siècle, le siège de l'administration communale se situait au cœur du chef-lieu de la commune de Megève, dans l'ancienne demeure des Capré, seigneur des lieux, un donjon dit « La Tour de Demi-Quartier », situé sur la place de l'église,. Cette situation l'inscrivait dans la liste des rares communes de France dont la mairie n'était pas sur le sol communal, comme pour Château-Chinon (Campagne) (Nièvre) ; Pourcharesses (Lozère) ; Le Malzieu-Forain (Lozère) ; Turquestein-Blancrupt (Moselle) ; Taillepied (Manche) ; Rouvres-sous-Meilly (Côte-d'Or) ; Le Plessis-Patte-d'Oie (Oise).
Anciennement rattachée au syndicat mixte du Pays du Mont-Blanc (regroupant initialement 14 communes), elle est depuis 2013 membre de la communauté de communes Pays du Mont-Blanc (CCPMB) regroupant dix communes, avec Combloux, Les Contamines-Montjoie, Cordon, Megève, Domancy, Passy, Praz-sur-Arly, Saint-Gervais-les-Bains et Sallanches (les 4 autres communes ont formé la communauté de communes de la vallée de Chamonix Mont-Blanc).

### Liste des maires
| Période                                  | Période                     | Identité              | Étiquette | Qualité |
| ---------------------------------------- | --------------------------- | --------------------- | --------- | ------- |
| Les données manquantes sont à compléter. |                             |                       |           |         |
| mars 2001                                | mars 2014                   | Bernard Grosset-Janin |           |         |
| mars 2014                                | En cours (au 30 avril 2014) | Martine Périnet       |           |         |

## Démographie
Les habitants de la commune sont appelés les Demi-Quartelains

L'évolution du nombre d'habitants est connue à travers les recensements de la population effectués dans la commune depuis 1793. Pour les communes de moins de 10 000 habitants, une enquête de recensement portant sur toute la population est réalisée tous les cinq ans, les populations de référence des années intermédiaires étant quant à elles estimées par interpolation ou extrapolation. Pour la commune, le premier recensement exhaustif entrant dans le cadre du nouveau dispositif a été réalisé en 2005.

En 2022, la commune comptait 803 habitants, en évolution de −11,95 % par rapport à 2016 (Haute-Savoie : +6,01 %, France hors Mayotte : +2,11 %).
| 1793 | 1800 | 1806 | 1822 | 1838 | 1848 | 1858 | 1861 | 1866 |
| ---- | ---- | ---- | ---- | ---- | ---- | ---- | ---- | ---- |
| 468  | 478  | 488  | 461  | 443  | 416  | 380  | 412  | 402  |

| 1872 | 1876 | 1881 | 1886 | 1891 | 1896 | 1901 | 1906 | 1911 |
| ---- | ---- | ---- | ---- | ---- | ---- | ---- | ---- | ---- |
| 445  | 422  | 411  | 393  | 397  | 388  | 368  | 361  | 347  |

| 1921 | 1926 | 1931 | 1936 | 1946 | 1954 | 1962 | 1968 | 1975 |
| ---- | ---- | ---- | ---- | ---- | ---- | ---- | ---- | ---- |
| 343  | 350  | 350  | 551  | 650  | 552  | 463  | 505  | 687  |

| 1982 | 1990 | 1999  | 2005  | 2006  | 2010 | 2015 | 2020 | 2022 |
| ---- | ---- | ----- | ----- | ----- | ---- | ---- | ---- | ---- |
| 794  | 866  | 1 029 | 1 034 | 1 042 | 976  | 912  | 814  | 803  |

## Culture locale et patrimoine

### Lieux et monuments

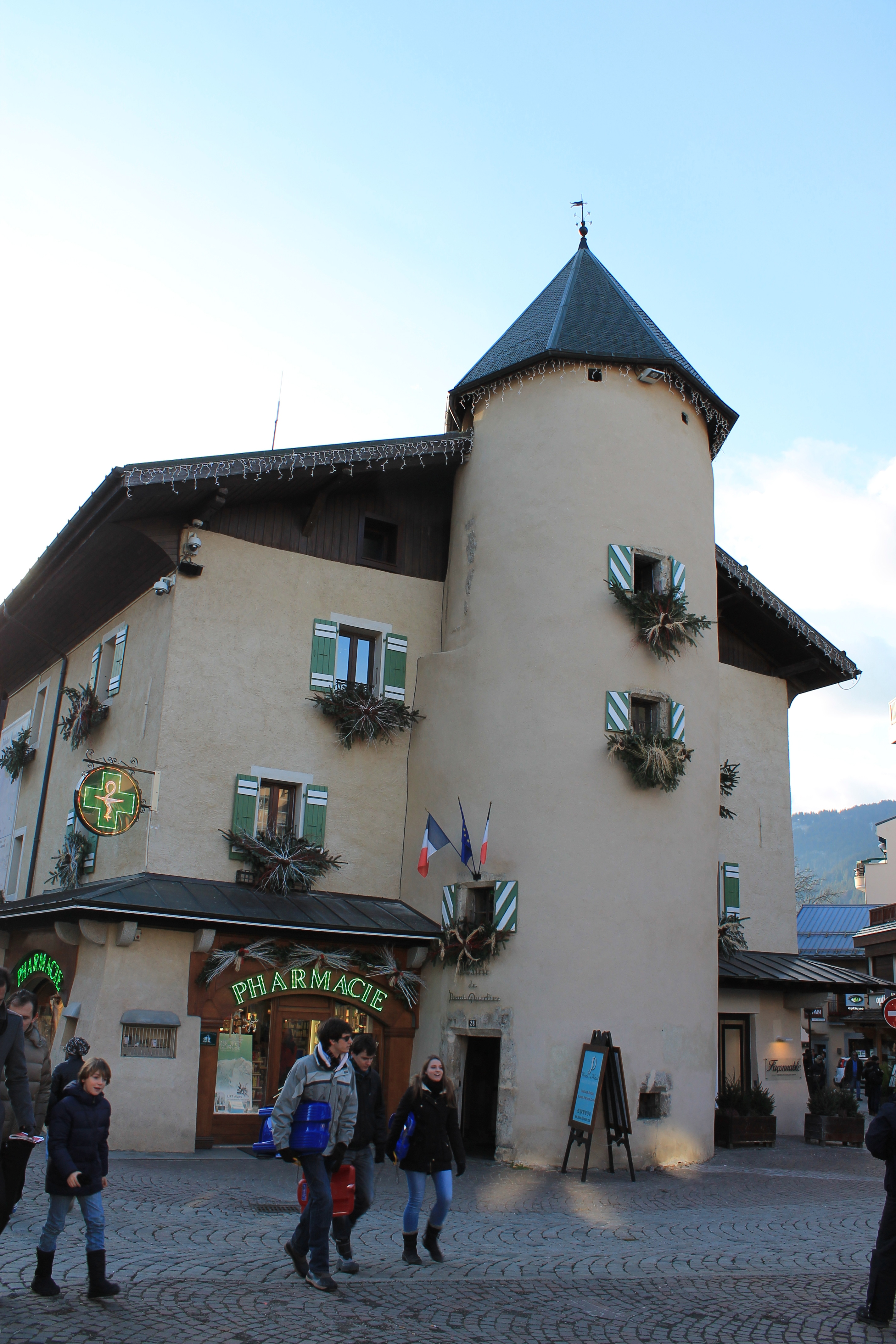
La tour de Demi-Quartier

La commune de Demi-Quartier ne dispose pas d'église ou d'école propre : elle les partage avec la commune de Megève à hauteur de 1/5.

### Personnalités liées à la commune
- Le chanteur Michel Sardou s'est installé début 2007 au lieu-dit les Choseaux, après avoir définitivement quitté Neuilly[20].

### Héraldique
| Armes de Demi-Quartier | Les armes de Demi-Quartier se blasonnent ainsi : 'Parti d'argent et d'azur au croissant de l'un en l'autre.' Il s'agit d'une création Philippe Grandchamp, adoptée par délibération du conseil municipal du 22 août 1989. |